# Куда не долетают и орлы
«Куда не долетают и орлы» (англ. Where Eagles Dare, альтернативные варианты — «Куда залетают только орлы», «Там, где гнездятся орлы») — британо-американский приключенческий военный фильм, поставленный режиссёром Брайаном Хаттоном по одноимённому роману Алистера Маклина и вышедший на экраны в 1968 году. Главные роли в фильме исполнили Ричард Бёртон, Клинт Иствуд и Мэри Юр. Съёмки фильма организовала студия Metro-Goldwyn-Mayer при участии компании Panavision, производившей камеры для съёмок. Как и роман, фильм обрёл успех.
Фильм посвящён спецоперации британских парашютистов, которые совершают рейд в немецкий замок — стратегически важный объект немецких войск. Съёмки фильма проходили при участии выдающихся киноспециалистов, что позволило картине войти в список классических фильмов о Второй мировой войне. В съёмках участвовали каскадёры Якима Канутт (снимал большинство сцен боевых действий), Альф Джойнт (дублёр Ричарда Бёртона во многих боевых сценах), композитор и дирижёр Рон Гудвин (лауреат премии Айвора Новелло) и будущий лауреат «Оскара» оператор Артур Иббетсон.

## Сюжет
Зима 1943—1944 годов. Бригадный генерал Армии США Джордж Карнаби летел на Ближний Восток для встречи с союзниками по поводу обсуждения открытия второго фронта в Европе. Однако его самолёт был сбит немцами, а сам генерал попал в плен и был доставлен в замок Адлер в Южной Баварии. Это штаб горнострелковой дивизии «Эдельвейс», и до него можно добраться только по канатной дороге на воздушном трамвае — то самое место, «куда не долетают и орлы». Для спасения генерала британцы готовят отряд из семи коммандос, во главе которого стоит майор Джонатан Смит из полка Гренадерской гвардии. В отряде числится также лейтенант Моррис Шеффер из рейнджеров Армии США. Инструктаж проводят полковник Тёрнер и вице-адмирал Ролланд из MI6: команде, переодетой в немецких десантников, предстоит десантироваться с самолёта Ju 52, проникнуть в замок и спасти генерала. Только Карнаби знает время и место открытия второго фронта, а раскрытия этой информации нельзя допустить ни в коем случае.
Вскоре гибнет радист группы сержант Харрод. Смит, подозревая неладное, сообщает по радио «Центру», намекая, что в группе есть предатель. Параллельно он встречается со своей девушкой, разведчицей Мэри Эллисон, которой помогает связная Хайди Шмидт. Хайди обеспечивает назначение Мэри на должность секретаря в замке, чтобы помочь бойцам проникнуть туда. Смит же рассказывает Мэри, что в самолёте летел не Карнаби, а актёр капрал Картрайт Джонс, который просто похож как две капли воды на генерала и который сам вызвался для участия в операции. Бойцы группы прибывают в местную деревню и отдыхают в таверне, пытаясь что-либо выведать о генерале, но безуспешно. Недалеко от таверны гибнет сержант Джок Макферсон, что лишь подтверждает подозрения о предателе. Вскоре группу ловят в полном составе: одетые в форму горнострелков Ли Томас, Тед Бёркли и Олаф Кристиансен задержаны по обвинению в дезертирстве, а Джонатан Смит и Моррис Шеффер также оказываются под стражей.
Смит и Шеффер отрезаны от группы, но убивают охрану и подрывают склад боеприпасов. Попутно они находят в гараже автобус, на котором они намерены эвакуироваться после спасения «генерала». Они попадают в замок, проехав на крыше воздушного трамвая и взобравшись по канату, который им сбросила Мэри. С ней флиртует штурмбаннфюрер СС, сотрудник гестапо фон Хапен, однако её рассказ вызывает у него подозрения. Американского «генерала» тем временем допрашивают в зале генерал вермахта Розмайер и полковник Крамер, угрожая ему пытками, но не в состоянии выведать его подлинное имя. В разгар допроса вводят пленных оперативников, от которых немцы и намерены выведать всю информацию о своём пленнике. Вскоре появляются вооружённые Смит и Шеффер. Смит, требуя от Шеффера бросить оружие и не вмешиваться, начинает вести беседу с находящимися в зале.
Он представляется штурмбанфюрером СС Йоханом Шмидтом, агентом СД и лучшим разведчиком при штабе фельдмаршала Альберта Кессельринга (это подтверждает по телефону и Кессельринг). Затягивая время, «Шмидт» рассказывает, что все трое британских пленников — двойные агенты, работавшие на немцев. В качестве доказательства своих слов он показывает Крамеру имя самого высокопоставленного немецкого шпиона в Великобритании, а также заставляет всех троих представить списки всей немецкой агентуры в Великобритании и сверяет их со своим. Списки называются им в качестве основной цели британской разведки. Фон Хапен застаёт Смита в моменты объяснения и намеревается арестовать всех, однако его отвлекает прибывшая Мэри. Шеффер хватает оружие и расстреливает фон Хапена и всех немцев в комнате, за исключением трёх пленных. Смит, Мэри, Джонс и связанные лже-коммандос уходят, а Шеффер устанавливает взрывчатку в нескольких местах замка, чтобы отвлечь немцев и благодаря возникшему хаосу пробиться к выходу. По радио они сообщают Ролланду об успехе операции и требуют срочной эвакуации.
На пути из замка Смит и Шеффер отбиваются от немецкого гарнизона, поднятого по тревоге. Попутно гибнет один из пленников, а двое других вырубают Шеффера и угоняют канатный трамвай. Смит взбирается на крышу канатного трамвая и в упорной схватке, будучи вооружённым ледорубом, сбрасывает в пропасть одного из лже-коммандос, устанавливая взрывчатку и спрыгивая на другой трамвай — оставшийся лже-британец гибнет в результате взрыва бомбы в трамвае. Вся группа уходит по другому трамваю, спрыгивая в воду: Хайди поджидает их в автобусе. Спасаясь от погони, британцы отстреливаются из автоматов и устанавливают взрывчатку в отдельных местах, успевая сбежать. Параллельно на аэродром садится самолёт, куда прибывает полковник Тёрнер. Разрушив аэродром, оставшиеся в живых Смит, Шеффер, Джонс, Мэри и Хайди улетают обратно.
Только в самолёте Смит сознаётся, кого он указал в своём блокноте как главного шпиона немцев — это Тёрнер. Ролланд заставил организовать всю операцию, чтобы не спасти капрала, а просто вывести двойного агента на чистую воду. Мэри и Шеффер были назначены проследить за тем, чтобы миссия увенчалась успехом. Тёрнер не в состоянии сопротивляться и предпочитает покончить с собой, чтобы не предстать перед судом за государственную измену.

## В ролях
| Актёр           | Роль                                                     |
| --------------- | -------------------------------------------------------- |
| Ричард Бёртон   | майор Джонатан Смит                                      |
| Клинт Иствуд    | лейтенант Моррис Шаффер                                  |
| Мэри Юр         | Мэри Эллисон                                             |
| Патрик Ваймарк  | полковник Уайатт Тёрнер                                  |
| Майкл Гордерн   | вице-адмирал Ролланд                                     |
| Дональд Хьюстон | капитан Олаф Кристиансен                                 |
| Питер Бекворт   | капитан Тед Бёркли                                       |
| Уильям Сквайр   | капитан Ли Томас                                         |
| Роберт Битти    | бригадный генерал Джордж Карнаби / капрал Картрайт Джонс |
| Брук Уильямс    | сержант Харрод                                           |
| Нил Маккарти    | сержант Джок Макферсон                                   |
| Антон Диффринг  | полковник Пауль Крамер                                   |
| Ингрид Питт     | Хайди Шмидт                                              |
| Винсент Болл    | командир крыла Сесил Карпентер                           |
| Ферди Майн      | генерал от инфантерии вермахта Юлиус Розмайер            |
| Деррен Несбитт  | штурмбаннфюрер СС фон Хапен                              |
| Виктор Бомонт   | оберштурмбаннфюрер СС Вайсснер                           |
| Гай Деги        | майор Вильгельм Вильнер                                  |

## Прокат
Кассовые сборы в США составили 7,1 млн долларов. В мировом прокате фильм собрал 21 млн долларов.